# Fictum
Een fictum (gebruikelijker in het meervoud ficta en in de latere naam van de vernieuwde stijl, musica ficta) is een aanduiding in de muzieknotatie vanaf de Ars Nova tot in de renaissance.
Ficta (Latijn fingere, fictum, verzinnen; voorwenden) zijn de voorlopers van de accidentele (chromatische) verhogingen en verlagingen in de huidige muzieknotatie. Oorspronkelijk waren zij ofwel een ronde b ofwel een vierkante b die op een andere plaats dan de b-lijn geplaatst werden. Hiermee werd aangegeven dat de melodie zich ging bewegen in een fictief hexachord (hexachordum fictum), dat dus buiten het stelsel van zeven hexachorden van Guido van Arezzo viel. Een ronde b op de E-lijn duidde bijvoorbeeld aan, dat deze toon nu als fa gedacht moest worden. In moderne termen zouden we de toon een verlaagde E, dat wil zeggen een Es noemen.
De mutaties naar fictieve hexachorden konden echter in de verschillende stemmen van de polyfonie onafhankelijk verlopen. Bovendien werden ficta in de notatie soms weggelaten, omdat men ervan uitging dat een beetje muzikant zijn mi's en fa's hoorde te kennen. Er was zelfs een gezegde dat zo een goede muzikant definieerde. Men liet de keuze omtrent de ficta daarom vaak aan de zanger over. Ficta werden zo de specerij van de levende muziek die naar smaak werd toegevoegd. Daarbij komt dat die smaak en de denkbeelden over het toonsysteem in de 14e en 15e eeuw aan sterke veranderingen bloot stond en latere kopieën van manuscripten vaak geschreven werden door mensen van goede wil die de oudere muziek niet meer zo goed begrepen. Het zal duidelijk zijn dat het vandaag soms een haast ondoenlijke zaak is, precies te achterhalen of een noot nu een b of een bes is. Als er meerdere manuscripten hetzelfde stuk bevatten, spreken zij elkaar op het punt van de ficta maar al te vaak tegen.
Toch heeft het wat anders muteren van een enkele stem op het totale klankbeeld van een stuk lang niet zo'n groot effect als een andere modulatie van alle stemmen tegelijk. In dat opzicht is een modulatie iets wezenlijk anders dan een mutatie. Het is daarom heel goed mogelijk twee op details verschillende moderne uitvoeringen te beluisteren die beide zeer overtuigend klinken, ook al zijn ze wat anders gekruid.